# Arnau Brugués Davi
Arnau Brugués Davi (* 5. März 1985 in Vic) ist ein ehemaliger spanischer Tennisspieler.

## Karriere
Im Jahr 2012 stellte Brugués Davi einen neuen Rekord auf, als ihm 40 aufeinanderfolgende Siege auf der ITF Future Tour gelangen und er dabei acht Future-Turniere in Serie gewann. Damit übertraf er die bisherige Bestmarke von Eduardo Schwank, der es auf 39 aufeinanderfolgende Siege brachte. Am 13. Mai 2012 im Finale eines türkischen Future-Turniers ging seine Serie nach 44 Siegen in Folge zu Ende. Während dieser Zeit gewann Brugués Davi außerdem sein erstes Turnier auf der ATP Challenger Tour im russischen Pensa. Er gewann sowohl das Einzelfinale gegen Michail Kukuschkin als auch im Doppel an der Seite von Malek Jaziri. Danach gewann er im Doppel noch einen weiteren Challenger-Titel. 2013 beendete er seine Karriere.

## Erfolge
| Legende (Anzahl der Siege)  |
| Grand Slam                  |
| ATP World Tour Finals       |
| ATP World Tour Masters 1000 |
| ATP World Tour 500          |
| ATP World Tour 250          |
| ATP Challenger Tour (3)     |

### Einzel

#### Turniersiege
| Nr. | Datum         | Turnier | Belag     | Finalgegner        | Ergebnis      |
| --- | ------------- | ------- | --------- | ------------------ | ------------- |
| 1.  | 24. Juli 2011 | Pensa   | Hartplatz | Michail Kukuschkin | 4:6, 6:3, 6:2 |

### Doppel

#### Turniersiege
| Nr. | Datum            | Turnier | Belag     | Partner      | Finalgegner                  | Ergebnis          |
| --- | ---------------- | ------- | --------- | ------------ | ---------------------------- | ----------------- |
| 1.  | 24. Juli 2011    | Pensa   | Hartplatz | Malek Jaziri | Serhij Bubka Adrián Menéndez | 6:76, 6:2, [10:8] |
| 2.  | 21. Oktober 2012 | Fürth   | Sand      | João Sousa   | Rameez Junaid Purav Raja     | 7:5, 6:74, [11:9] |